# Magdaline Jepkorir Chemjor
Magdaline Jepkorir Chemjor (* 12. November 1978 in Kabarnet) ist eine kenianische Langstreckenläuferin.
Sie ist in Deutschland vor allem bekannt durch ihre Erfolge beim Berliner Halbmarathon (Sieg 2003) und bei den 25 km von Berlin (Sieg 2001 und 2002, zweiter Platz 2003).
Im selben Jahr wurde sie bei den Crosslauf-Weltmeisterschaften Fünfte und holte mit der kenianischen Mannschaft Silber. Bei den Halbmarathon-Weltmeisterschaften kam sie 2001 in Bristol auf Platz 21 und 2003 in Vilamoura auf Platz 35. 2000 wurde sie Vierte und 2001 sowie 2003 Zweite beim Zevenheuvelenloop, und 2001 gewann sie das Rennen Marseille – Cassis.
2005 brachte sie eine Tochter zur Welt. 2006 begann sie ihr Comeback mit einem vierten Platz bei den 25 km von Berlin.
2007 wurde sie Fünfte beim Tilburg Ladies Run 10 K und gewann bei ihrem Debüt über die 42,195-km-Distanz den Amsterdam-Marathon in 2:28:16 h. 2009 wurde sie Vierte beim Portugal-Halbmarathon, gewann den Halbmarathon-Bewerb des Nairobi-Marathons und wurde Siebte beim Singapur-Marathon.

## Persönliche Bestzeiten
- 5000 m: 16:00,77 min, 30. Mai 1999, Hengelo
- 10.000 m: 32:47,5 min, 28. Juli 2007, Nairobi
- 10-km-Straßenlauf: 32:48 min, 2. September 2007, Tilburg
- 15-km-Straßenlauf: 49:09 min, 19. November 2000, Nijmegen
- Halbmarathon: 1:09:39 h, 6. September 2003, Lille
- 25-km-Straßenlauf: 1:25:02 h, 4. Mai 2003, Berlin
- Marathon: 2:28:16 h, 21. Oktober 2007, Amsterdam